# Ernst Walter Görisch

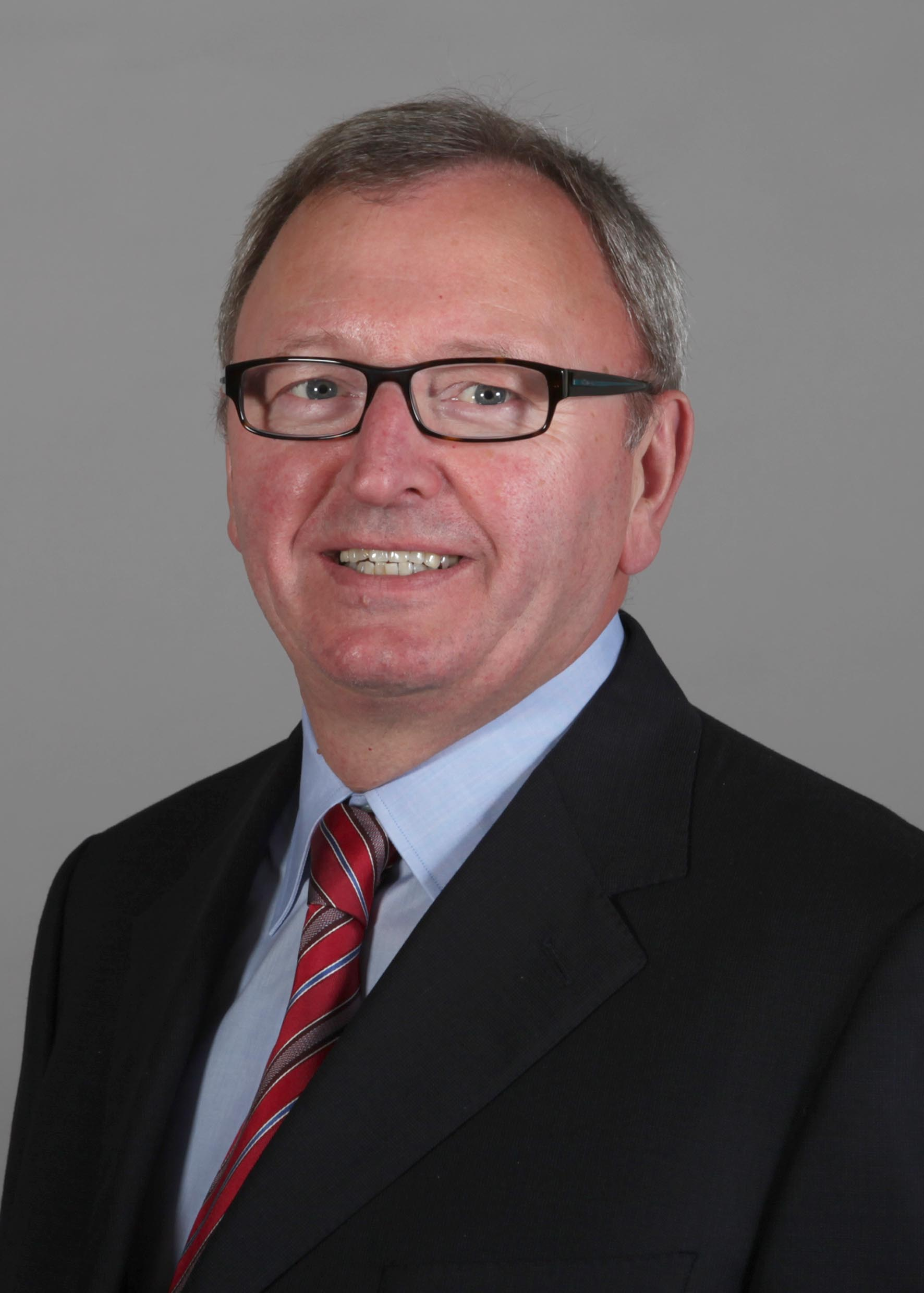
Ernst Walter Görisch (2011)

Ernst Walter Görisch (* 8. Juni 1949 in Offstein) ist ein Diplom-Verwaltungswirt (FH) und deutscher Politiker (SPD). Von 2004 bis 2019 war er Landrat des Landkreises Alzey-Worms. Er ist verheiratet, hat zwei Kinder und wohnt in Gau-Odernheim.

## Beruflicher Werdegang
Nach seiner Lehre im Verwaltungsdienst, der Ausbildung für den gehobenen Dienst, studierte er an der Verwaltungs- und Wirtschaftsakademie in Mainz und erlangte das Verwaltungsdiplom. Im Jahr 1971 wurde er zum Kreisinspektor im Landratsamt Alzey-Worms ernannt. 1982 übernahm er die Leitung der Sozialabteilung der Kreisverwaltung Alzey-Worms. 

## Politische Karriere
In den Jahren 1984 bis 2004 war Görisch hauptamtlicher Bürgermeister der Verbandsgemeinde Alzey-Land. 1992 bis 2004 hatte er den Vorsitz der SPD-Kreistagsfraktion inne, bevor er am 27. Juni 2004 bei den Stichwahlen mit 51,7 Prozent der Stimmen zum Landrat des Landkreises Alzey-Worms gewählt wurde. Am 1. November 2004 trat er das Amt an. Am 11. März 2012 wurde er in seinem Amt bestätigt und setzte sich mit 57,8 Prozent der Stimmen im ersten Wahlgang gegen drei Mitbewerber durch. Er gewann in allen Städten und Verbandsgemeinden des Landkreises die absolute Mehrheit. Mit dem 31. Dezember 2019 endete seine Amtszeit als Landrat.
Darüber hinaus war er Vorsitzender des Gemeinde- und Städtebundes Rheinland-Pfalz sowie Vizepräsident des Deutschen Städte- und Gemeindebundes. Von 2004 bis 2019 war er Vorsitzender der Planungsgemeinschaft Rheinhessen-Nahe und zwischen 2009 und 2019 Mitglied des geschäftsführenden Vorstandes des Landkreistages Rheinland-Pfalz.
Am 12. September 2017 wurde Görisch zum Ersten Stellvertretenden Vorsitzenden des Landkreistages Rheinland-Pfalz gewählt.

## Ehrenämter
Ehrenamtlich ist Görisch in verschiedenen sozialen und karitativen Vereinigungen engagiert, u. a. war er bis September 2024  als Präsident des Kreisverbandes Alzey des Deutschen Roten Kreuzes tätig. Am 18. September 2020 wurde Ernst Walter Görisch zum Vorsitzenden des Dekanatssynodalvorstandes des fusionierten evangelischen Dekanates Alzey-Wöllstein und am 9. November 2022 zum Vorsitzenden der Mitgliederversammlung des Landesverbandes der Diakonie Hessen gewählt.

## Ehrungen
- Ehrenmedaille des Landkreises Alzey-Worms, erhalten bei seiner Verabschiedung im Dezember 2019[2]